# Moord op Frauke Liebs
De moord op Frauke Liebs (21 februari 1985 – na 27 juni 2006) is een onopgeloste moordzaak in Duitsland.

## Verdwijning
Op 20 juni 2006 verdween de 21-jarige student verpleegkunde Frauke Liebs onder mysterieuze omstandigheden. Ze is voor het laatst levend gezien in een kroeg in het centrum van Paderborn, waar zij en een vriendin de FIFA Wereldbekerwedstrijd tussen Engeland en Zweden bekeken. Terwijl Liebs nog in de kroeg was, leende ze de batterij van een mobiele telefoon van een vriend, omdat de batterij van haar eigen telefoon leeg was. Later gaf ze de batterij van haar vriend terug voordat ze rond 23:00 uur de kroeg verliet. Aangezien ze waarschijnlijk niet meer dan vijf euro bij zich had, zou ze lopend naar huis zijn gegaan. De afstand tussen de kroeg en haar huis was ongeveer 1,5 kilometer.
Om 00:49 uur ontving haar huisgenoot een sms van de mobiele telefoon van Lieb, waarin stond dat ze later thuis zou zijn. Ze kwam die avond echter niet thuis en toen ze de dag erna ook niet op haar werk verscheen, gaf haar moeder haar op als vermist. De politie ontdekte dat het sms-bericht was verzonden vanuit Nieheim, een kleine stad op ongeveer 35 kilometer ten noordoosten van Paderborn.
De dagen hierop belde Liebs haar huisgenoot vijf keer via haar mobiele telefoon. De politie kon de oproepen lokaliseren, en die bleken allemaal afkomstig te zijn uit verschillende industriële gebieden in Paderborn. Tijdens deze telefoontjes bleef Liebs zeggen dat ze snel naar huis zou terugkeren, maar ze gaf geen informatie over haar situatie. Ze gaf alleen vage of ontwijkende antwoorden op vragen. Het laatste telefoontje van Frauke Liebs was op 27 juni in aanwezigheid van haar zus, die ook met haar sprak. Tijdens dit gesprek zou Frauke de vraag hebben beantwoord of ze gevangen werd gehouden met een zwak "ja", onmiddellijk gevolgd door een luid "nee". Het contact werd na dit telefoontje verbroken.  

## Ontdekking en onderzoek
Het skelet van Frauke Liebs werd op 4 oktober 2006 door een jager gevonden in een bosrijk gebied naast een landesstraße ("deelstaatsweg") bij Lichtenau. Haar lichaam werd gevonden met de kleren die ze droeg op de dag van haar verdwijning. Haar mobiele telefoon, handtas, portemonnee en polshorloge zijn niet gevonden. Vanwege de verregaande staat van ontbinding konden de tijd en de oorzaak van de dood van Liebs niet worden vastgesteld.
Een casusanalyse door de politie kwam tot de conclusie dat Liebs waarschijnlijk in het gebied rond Nieheim gevangen werd gehouden en dat de telefoontjes uit Paderborn mogelijk afleidingsmanoeuvres waren. Er is geen motief voor de misdaad vastgesteld. Meer dan 900 mensen die met het slachtoffer verbonden waren, werden door de politie ondervraagd en het eerste onderzoek leverde een lijst op van vijf mogelijke daders. Alle vijf beschikten echter over een sluitend alibi, waarmee werd aangetoond dat deze vijf niks met de zaak te maken hadden.
De zaak kreeg landelijke bekendheid en kreeg onder meer aandacht in het populaire televisieprogramma Aktenzeichen XY ... ungelöst ("Case nummer XY ... Unsolved").